# Augerville-la-Rivière
Augerville-la-Rivière ist eine französische Gemeinde mit 216 Einwohnern (Stand 1. Januar 2022), etwa 80 Kilometer von Paris und 30 Kilometer von Fontainebleau entfernt. Sie liegt am Ufer des Flusses Essonne und gehört zum Département Loiret in der Region Centre-Val de Loire.

## Bevölkerungsentwicklung
| 1882 | 1962 | 1968 | 1975 | 1982 | 1990 | 1999 | 2005 | 2019 |
| ---- | ---- | ---- | ---- | ---- | ---- | ---- | ---- | ---- |
| 264  | 177  | 165  | 165  | 164  | 170  | 197  | 226  | 227  |

## Sehenswürdigkeiten
- Château d'Augerville, heute ein Golf-Hotel
- Village de Barbizon, berühmt für seine impressionistischen Maler

## Persönlichkeiten
Ende der 1920er Jahre kaufte Alva Vanderbilt Belmont (1853–1933) das Loire-Schloss Château d'Augerville, erbaut von König Karl VII. für seine Mätresse Agnès Sorel, in Augerville-la-Rivière. Im Sommer 1932 erlitt sie während einer Autofahrt einen Schlaganfall und war daraufhin halbseitig gelähmt. Am 26. Januar 1933 starb sie an den Folgen einer Bronchitis-Erkrankung.